# Abbazia di San Clemente a Casauria
Abbazia di San Clemente a Casauria (Dansk:"Sankt Clemens kloster i Casauria") er et bygningskompleks i Abruzzo, beliggende i kommunen Castiglione a Casauria, tæt på byen Torre de' Passeri i provinsen Pescara. I klosterkirken (indviet i 872) opbevaredes relikvier af pave Clemens 1., som gav navn til klosteret, og de blev der indtil kirken Basilica di San Clemente al Laterano blev indviet i Rom i 1118. I 1894 fik klosteret status som italiensk nationalt monument. Det blev beskadiget under jordskælvet i L'Aquila, 6. april 2009, men skaderne var udbedret i løbet af 2011. Siden december 2014 har det været en del af Polo museale dell'Abruzzo ("Sammenslutningen af museer i Abruzzo"), som indgår i Italiens nationale museumsinstitut, Musei nazionali italiani.

## Historie
Klosteret blev opført efter ordre fra kejser Ludvig 2. (ældste søn af kejser Lothar 1.) i 871. Ifølge traditionen havde kejseren lovet at bygge et kloster, hvis han blev sluppet fri af sit fangenskab i Benevento, og ganske praktisk blev det store bygningsværk anbragt ved Pescara-floden på grænsen mellem hertugdømmet Benevento og hans egne besiddelser i hertugdømmet omkring Spoleto. Kirken skulle oprindeligt have været indviet til Treenigheden, men i 872 blev resterne af den helgenkårede fjerde pave, Clemens 1., overført til kirken, som derefter blev indviet til ham. Klosteret fik en høj grad af autonomi, og under abbed Lupo, der styrede klosteret indtil 911, bredte dets besiddelser sig østpå til Adriaterhavet, nordpå og vestpå langs Trigni-floden og sydpå til Maiella-bjergene. Et voldsomt angreb fra saracenerne, omkring 916, medførte at klostret blev plyndret og ødelagt, og munkene spredt for alle vinde. De følgende år måtte abbederne møjsommeligt sælge og udlåne jord, så der kunne blive penge til genopbygning, og den var fuldført cirka 970. 
Klostret kom i stormvejr igen, da normannerne begyndte at trænge op i Abruzzo i 1060'erne. Da den energiske og stridslystne Gregor 7. blev pave i 1073, udnævnte han den lige så stridbare Trasimodo til biskop af Valva og abbed af San Clemente. Den nye abbed gik i gang med at befæste klosteret, og det blev for meget for en af de nye naboer, den normanniske (eller franske) grev Hugues Maumouzet af Manoppello. I 1076 angreb han klostret og ødelagde det. På grund af striden mellem Gregor 7. og den tyske kejser indgik paven i 1080 en aftale med normannerne, og genopbygningen af klostret kunne begynde.
Det hjalp også på husfreden, at grev Hugues blev lokket i baghold og sat i fængsel af en de adelsmænd, der støttede klosteret. Klosteret fik nyt sakristi i 1113 og i samme periode ved man også, at der fandtes et "infirmatorium" (hospital), hvilket understreger klostrets sociale funktion i området. De efterfølgende abbeder byggede videre, Oldrio byggede blandt andet et klokketårn og især Leonate, der virkede fra 1156, var en særdeles aktiv bygherre. Han igangsatte i 1176 bygningen af en helt ny kirke på stedet, og hans efterfølger Gioele fortsatte arbejdet, mest markant i form af forgyldte bronzedøre, hvis udsmykning blandt andet viste de mange borge, der hørte under abbediet. Det var lige ved at blive for meget for den pavelige administration, og klosteret fik en del henstillinger om at fordele sine indtægter på en mere hensigtsmæssig måde. I de følgende århundreder var det blandt kardinalerne kendt for Commenda Perpetua ("evindelige formaninger"), på grund af pengeforbruget, og da klostret begyndte at sælge jord fra for at holde pengestrømmen ved lige, gik det hurtigt ned ad bakke. Kraftige jordskælv i 1349 og 1456 kostede dyrt i genopbygning, og fra 1700-tallet er der flere beretninger om et forfaldent og næsten forladt kloster. Det blev ikke bedre, da franske tropper i 1799 plyndrede stedet og blandt andet stjal et relikvie fra sankt Clemens - en forsølvet arm. I 1859 gav den napolitanske konge det hidtidige benediktinerkloster videre til franciskanerne, men efter Italiens samling kom der i 1865 en lov, der nedlagde klostrene. I 1869 blev stedet overdraget til kommunen Castiglione a Casauria, og bygningerne blev herefter anvendt til oplagsplads og stalde, og forfaldt efterhånden fuldstændigt. Kunstmaleren Pier Luigi Calore, der var født i området, gjorde det fra 1887 til sit livsværk at få klostret restaureret, og i 1894 fik han udvirket, at det blev registreret som et nationalt monument. Staten overtog bygningerne i 1903, men først i 1919 gik et egentligt restaureringsarbejde i gang, og det fortsætter stadig.
Klostret blev beskadiget ved jordskælvet i april 2009, men efter restaureringsarbejde blev det genåbnet 8. april 2011.

## Bygningerne
Indgangspartiet er domineret af kirkedøren og udsmykningerne omkring den. Over døren ser man sankt Clemens, og til højre for ham abbed Leonate med planerne for den nye kirke. Til venstre en martyr og endnu en helgen, der bærer teksten til historien om de betroede talenter fra det nye Testamente. Under Clemens er der en frise, der viser pave Hadrian 2., som giver relikvierne af Clemens til kejser Ludvig 2. Længere til højre giver Ludvig klostrets scepter til den første abbed, Romano. Bronzedørene blev opsat i 1191 under abbed Gioele. De havde oprindeligt 72 udsmykkede felter, svarende til katedralen i Benevento, hvoraf 20 viste de borge, der hørte under abbediet. Adskillige blev fjernet af franske soldater i 1799 og andre forsvandt under opmagasinering, mens bygningerne blev brugt til andre formål. Til venstre for indgangen ses resterne af et 6,5 m højt klokketårn, bygget 1146-1152. Det blev formentlig ødelagt ved jordskælvet i 1349.
Kirkeskibet er tredelt ved hjælp af søjler, og har et midterskib og to sideskibe. Det bærer præg af både en afbrudt byggeproces og af reparationer efter jordskælvsskader. Ved abbed Leonates død i 1182 var det langt fra færdigt, og man mener at munkene skiftede materiale fra sten til træ for at fremskynde ibrugtagningen. Koret blev færdigt omkring 1230.
Krypten består dels af den oprindelige krypt, samt en udvidelse fra abbed Leonates tid. I den oprindelige krypt fornemmer man, at det har hastet med byggeriet. Der er genbrugt materialer fra den romerske by Iterpromum, der også lå i Castiglione kommune, blandt andet kapitæler fra korintiske søjler og en milesten fra Via Claudia. På den kan man læse, at der blev udført reparationsarbejde på vejen 360-363, ledet af Valentiniano, Valente og Graziano, efter ordre fra kejser Julian.
Kapellets placering i forlængelse af narthex er ret udsædvanlig for Syditalien - kun kirken Santo Sepolcro i Barletta har en tilsvarende arkitektur - og det er opført som gravkapel for abbed Leonate. Kapellet blev indviet til ærkeenglen Michael, Det Hellige Kors og Thomas Becket, der var blevet helgenkåret i 1173.

## Chronicon Casauriense
Den tidligere omtalte abbed Leonate tog i sin embedsperiode initiativet til en klosterhistorie, Chronicon Casauriense, der samlede dokumenter (køb og salg af jord, donationer til klostret, breve fra paver og konger og så videre), som kom til at belyse tiden fra 866 frem til Leonates død i 1182. Indsamlingen af materiale blev foretaget af munken Giovanni di Berardo og opsætningen var lagt i hænderne på magister Rusticus, der også leverede de mange illustrationer. Broder Giovanni klagede over de mange arkivalier, der var gået tabt under saracenernes og normannernes plyndringer, men det lykkedes ham alligevel at finde 2.153 dokumenter, som blev samlet på 272 blade. I begyndelsen af det 15. århundrede blev værket sendt til Napoli, men i 1494 blev det taget som krigsbytte af Karl 8. af Frankrig. Chronicon Casauriense blev læsset på et af de 20.000 muldyr, der bragte kongens krigsbytte hjem, og det findes nu i Bibliothèque nationale de France i Paris som manuskript nr. 5411. I forbindelse med at man i Abruzzo i 1982 fejrede 500-året for det første lokale eksempel på trykt nyhedsformidling, fik provinsadministrationen i l'Aquila fremstillet et "genoptryk" af værket.